# Georg Nolte
Georg Nolte (nacido el 3 de octubre de 1959) es un jurista alemán y juez de la Corte Internacional de Justicia. Es profesor de derecho internacional público en la Universidad Humboldt de Berlín. Fue miembro de la Comisión de Derecho Internacional de la ONU de 2007 a 2021 y se desempeñó como presidente en 2017. 
En noviembre de 2020 fue elegido Juez de la Corte Internacional de Justicia por la Asamblea General de las Naciones Unidas y el Consejo de Seguridad, y asumió el cargo el 6 de febrero de 2021.
Es miembro del Instituto de Derecho Internacional.

## Juez de la Corte Internacional de Justicia
El 12 de noviembre de 2020 fue elegido juez de la Corte Internacional de Justicia, con 160 de los 193 votos emitidos en la Asamblea General de las Naciones Unidas y 14 de los 15 votos emitidos en el Consejo de Seguridad. Comenzó su mandato de nueve años el 6 de febrero de 2021.